# 주루 코치
주루 코치는 야구에서 주루를 가르치고 전담하는 야구 코치를 가르키는 단어이다.

## 설명
주루 코치는 야구 코치들 중에서 2명을 배치한다. 1루와 3루에 모두 배치되는 것이 바로 주루 코치이기 때문이다. 타자가 1루나 2루로 무사히 출루하는데 성공했다면 이후에 주자가 된 이후로 보호대와 장구를 푸는 것을 주로 1루 코치가 받아주게 된다. 3루타를 통해 타자가 3루에 무사히 안착하면 3루 주루 코치가 주자가 된 이후에 보호대와 장구를 푸는 것을 3루 코치가 주로 받아주게 된다. 또한 3루에 배치된 주루 코치는 1루나 2루에 머물렀던 주자나 타자에게 상대 야수들의 송구 상황을 보면서 3루를 지나 홈플레이트로 파고들어 득점할 것인지 아니면 3루에 멈춰 후속 타자의 적시타나 홈런 등으로 득점하기위해 다음의 기회를 노릴 것인지 결정하기 때문에 1루에 있는 코치보다 역할이 중요하다. 주루 코치도 타격 코치, 수비 코치, 베이스 코치와 마찬가지로 타자로 뛰다 은퇴한 선수가 맡게 되며 코치 연수를 통해 코치 자격증을 얻은 사람이 주루 코치를 전담하게 된다. 각 야구단마다 주루 코치가 2명씩 존재한다.

## 같이 보기
- 야구 코치
- 야구